# شب سفارش نهایی
شب سفارشی نهایی (به انگلیسی: Ultimate Custom Night) یک بازی ویدئویی ترس و بقا با اشاره و کلیک است که توسط اسکات کاتن ساخته و منتشر شده‌است. این دومین بازی اسپین آف در سری پنج شب با فردی و هشتمین بازی به‌طور کلی است. بازیکنان با بیش از ۵۰ کاراکتر از بازی‌های قبلی طرف هستند که برای مقابله با آن‌ها، می‌توانند سطح دشواری هر آنتاگونیست را برای تسهیل یا جلوگیری از بقا سفارشی کنند. آنها همچنین می‌توانند اتاق اداری خود را سفارشی کنند و چالش‌های مختلف ارائه شده توسط بازی را تکمیل کنند.
در ابتدا به عنوان دی‌ال‌سی برای شبیه‌ساز پیتزافروشی فردی فزبر در سال ۲۰۱۷ معرفی شد، این بازی بعداً به دلیل حجم آن به یک نسخه مستقل تبدیل شد. در تاریخ ۶ تیر ۱۳۹۷ از طریق استیم و گیم جالت به صورت رایگان در مایکروسافت ویندوز منتشر شد. یک نسخه موبایل برای آی‌اواس و اندروید در ۹ اردیبهشت ۱۳۹۹ منتشر شد و یک نسخه کنسول برای پلی‌استیشن ۴، اکس‌باکس وان و نینتندو سوئیچ در ۱۰ اردیبهشت ۱۴۰۰ منتشر شد. دنباله آن، پنج شب با فردی: درخواست کمک بود که در ۷ خرداذ ۱۳۹۸ منتشر شد.

## گیم‌پلی
این بازی به بازیکن اجازه می‌دهد تا از بین ۵۰ کاراکتر از شش بازی اصلی پنج شب با فردی و دنیای فنف، انتخاب کند و سطح دشواری خود را برای شب از حداقل "۰" تا حداکثر "۲۰" تنظیم کند. در طول شب، بازیکن باید چندین مکانیک مانند درها، سیستم‌های تهویه و سیستم‌های مجرای هوا را دنبال کند تا مورد حمله انیماترونیک قرار نگیرد. بازیکن می‌تواند «سکه فز» را برای خرید پاور آپ‌ها، پولی‌ها برای متوقف کردن انیماترونیک‌های خاص، و «سکه مرگ» برای حذف یک انیماترونیک انتخابی از شب فعلی کسب کند. بازیکن همچنین می‌تواند تنظیمات دفتر را انتخاب کند، قدرت‌هایی را انتخاب کند که ممکن است در طول شب به او کمک کند، و ۱۶ چالش در دسترس را انتخاب کند. هدف این است که از ساعت ۱۲ شب تا ۶ صبح زنده بمانید و هر ساعت در بازی ۴۵ ثانیه طول می‌کشد. در نسخه نهایی، ۵۹ شخصیت از فرنچایز گنجانده شد که برخی بدون انتخاب بازیکن ظاهر شدند. از این ۹ نفر دیگر، دی‌دی از دنیای فنف این توانایی را دارد که به‌طور تصادفی شخصیتی را که در حال حاضر فعال نیست یا یکی از شش شخصیتی را که در دسترس بازیکن نیستند، ایجاد کند و احضار کند، با شکل جدیدی از او به نام ثور که قادر به احضار است. یک ایستراگ شامل استفاده از سکه مرگ بر روی فردی طلایی زمانی که او تنها شخصیت فعال در یک شب است و در درجه سختی "۱" تنظیم شده‌است، باعث فرار فردبر می‌شود، تجسم اولیه گلدن فردی که قبلاً فقط در مینی‌گیم‌ها ظاهر شده بود.

## داستان
در حالی که مشخص نیست که آیا بازی برای این فرنچایز کانن است یا ویلیام(افتون)، بازیکنان تئوری‌هایی در مورد اینکه چگونه بازی ممکن است در جدول زمانی این سری قرار بگیرد ارائه کرده‌اند. به این ترتیب، موارد زیر حدس و گمان است.
بعد از قسمت قبلی، بازیکن نقش آنتاگونیست سری، ویلیام افتن را بر عهده می‌گیرد که در پایان بازی ششم در آتش‌سوزی کشته شد و اکنون در وضعیتی شبیه برزخ گیر افتاده‌است و توسط انیماترونیک‌های مختلف شکنجه شده‌است. برخی از آنتاگونیست‌های سخنگو از یک موجود ناشناخته یاد می‌کنند که به آن "کسی که نباید می‌کشتی" گفته می‌شود، که منظور کسیدی(روح گلدن فردی)است، زیرا پس از باز کردن قفل هر کات سین بین راهی، صحنه‌ای از فردی طلایی، در حال تکان خوردن و احاطه شده توسط تاریکی، نشان داده می‌شود. گلدن فردی همچنین تنها شخصیتی است که در صورت تلاش برای استفاده از سکه مرگ بر روی بازیکن، او را می‌کشد (تنها در صورتی که روی "۱" تنظیم شده باشد و تنها انیماترونیک فعال باشد). یک صفحه نادر همچنین چهره‌ای مبهم از یک کودک کوچک و پوزخند زده را نشان می‌دهد که تصور می‌شود "روح انتقام جو" است، که صدایش به ندرت از طریق تعداد کمی از شخصیت‌ها شنیده می‌شود. در طول شب، اگر مرد پیر عاقبت روی "۱" تنظیم شود و سایر شخصیت‌ها غیرفعال باشند، پس از صید ماهی، صحنه‌ای از دنیای فنف نمایش داده می‌شود. بازیکن کنترل یک خرس اسپرایت (احتمالا فردی طلایی) را به دست می‌گیرد و با مرد پیر عواقب صحبت می‌کند که به او می‌گوید که "دیو" (افتن) را به شیاطین خود بسپار و به روح خودت استراحت بده. تنها راه بازگشت به منوی اصلی از اینجا، بستن بازی یا غرق شدن در دریاچه است که باعث از کار افتادن بازی می‌شود.
علیرغم غیر متعارف بودن ظاهری بازی، سری رمان گلچین ترس‌های فزبر حاوی چندین اشاره به آن است. این عمدتاً از داستانی به نام "مردی در اتاق ۱۲۸۰" می‌آید که در کتاب پنجم، تماس بانی، نشان داده شده‌است، که در مورد مردی سوخته می‌گوید که توسط یک کودک سایه زنده نگه داشته می‌شود، علیرغم اینکه باید مرده باشد و از کابوس رنج می‌برد. در کتاب زیر، مرغ سیاه، پایان‌نامه تأیید می‌کند که این مرد در واقع ویلیام افتن است. به این معنی که افتن آنطور که بازیکنان حدس می‌زدند به برزخ نرسید، بلکه توسط روح انتقام جوی درون گلدن فردی زنده نگه داشته شد و با کابوس‌های شبانه شکنجه شد. اگرچه کاتن تأیید نکرد که آیا سری ترس‌های فزبر کانن هستند یا خیر، او گفت که قرار است اسرار بازی‌های قبلی را فاش کند.

## توسعه
در فوریه ۲۰۱۸، پس از انتشار شبیه‌ساز پیتزافروشی فردی فزبر، کاتن در یک پست استیم اعلام کرد که در مورد کمک گرفتن از ناشران بزرگتر برای ساخت بازی‌های آینده فکر می‌کند. در نسخه ویرایش شده همان پست، او اضافه کرد که در حال توسعه یک افزونه «شب سفارشی نهایی» برای شبیه‌ساز پیتزافروشی فردی فزبر است، که همان‌طور که در وب‌سایت او فاش شد، بیش از ۵۰ انیماترونیک از کل مجموعه به بازیکن حمله خواهند کرد. کاتن بعد از اینکه متوجه حجم آپدیت شد تصمیم گرفت آن را بازی جداگانه خودش بسازد. همان‌طور که او در حال برنامه‌نویسی شخصیت‌های بازی بود، «نوار پیشرفت» را در وب‌سایت خود به همراه شرح مختصری از شخصیت‌ها در یک پست استیم بروز می‌کرد. این بازی قرار بود در تاریخ ۸ تیر ۱۳۹۷ منتشر شود. با این حال، در ۱ تیر، در یک پست استیم توسط کاتن، او فاش کرد که قصد داشت بازی را در آن روز منتشر کند، اما به یوتیوبر لوئیس داوکینز (با نام مستعار داوکو) قول داده بود که قبل از بازگشت از تعطیلات کروز آن را منتشر نمی‌کند، بنابراین منتظر می‌ماند تا داوکینز در ۶ تیر از تعطیلات بازگردد تا بازی را منتشر کند.

## پذیرایی
شب سفارش نهایی اکثراً نقدهای مثبتی دریافت کرد. راک، پیپر، شات‌گان این بازی را «یک آشفتگی جذاب» می‌دانست. پی‌سی گیمر آن را «یک برداشت منظم و قابل تنظیم در فرمول کلاسیک ترسناک بقا» می‌نامد.